# بانک تاپیولا
بانک تاپیولا (انگلیسی: Tapiola Bank) شرکت خدمات مالی و بانکداری فنلاندی است، که در سال ۲۰۰۴ تأسیس شد.